# Medeiròlas
Medeyrolles és un municipi francès situat al departament del Puèi Domat i a la regió d'Alvèrnia-Roine-Alps. L'any 2007 tenia 114 habitants.

## Demografia

### Població
El 2007 la població de fet de Medeyrolles era de 114 persones. Hi havia 52 famílies de les quals 20 eren unipersonals (8 homes vivint sols i 12 dones vivint soles), 24 parelles sense fills i 8 parelles amb fills.
La població ha evolucionat segons el següent gràfic:
Habitants censats

### Habitatges
El 2007 hi havia 137 habitatges, 57 eren l'habitatge principal de la família, 74 eren segones residències i 6 estaven desocupats. Tots els 135 habitatges eren cases. Dels 57 habitatges principals, 55 estaven ocupats pels seus propietaris i 2 estaven llogats i ocupats pels llogaters; 1 tenia una cambra, 3 en tenien dues, 9 en tenien tres, 16 en tenien quatre i 28 en tenien cinc o més. 49 habitatges disposaven pel capbaix d'una plaça de pàrquing. A 33 habitatges hi havia un automòbil i a 16 n'hi havia dos o més.

### Piràmide de població
La piràmide de població per edats i sexe el 2009 era:
| Homes | Edats   | Dones |
| ----- | ------- | ----- |
| 0     | 95 o +  | 0     |
| 0     | 90 a 94 | 8     |
| 0     | 85 a 89 | 4     |
| 0     | 80 a 84 | 4     |
| 8     | 75 a 79 | 4     |
| 4     | 70 a 74 | 4     |
| 12    | 65 a 69 | 4     |
| 4     | 60 a 64 | 12    |
| 4     | 55 a 59 | 4     |
| 8     | 50 a 54 | 4     |
| 0     | 45 a 49 | 0     |
| 0     | 40 a 44 | 0     |
| 8     | 35 a 39 | 0     |
| 0     | 30 a 34 | 4     |
| 0     | 25 a 29 | 0     |
| 0     | 20 a 24 | 4     |
| 8     | 15 a 19 | 0     |
| 4     | 10 a 14 | 0     |
| 4     | 5 a 9   | 4     |
| 4     | 0 a 4   | 0     |

## Economia
El 2007 la població en edat de treballar era de 59 persones, 30 eren actives i 29 eren inactives. Les 30 persones actives estaven ocupades(19 homes i 11 dones).. De les 29 persones inactives 17 estaven jubilades, 5 estaven estudiant i 7 estaven classificades com a «altres inactius».

### Ingressos
El 2009 a Medeyrolles hi havia 49 unitats fiscals que integraven 98 persones, la mediana anual d'ingressos fiscals per persona era de 12.550 €.

### Activitats econòmiques
Dels 3 establiments que hi havia el 2007, 1 era d'una empresa de fabricació d'altres productes industrials, 1 d'una empresa de comerç i reparació d'automòbils i 1 d'una empresa d'hostatgeria i restauració.
L'any 2000 a Medeyrolles hi havia 13 explotacions agrícoles que ocupaven un total de 236 hectàrees.

## Poblacions més properes
El següent diagrama mostra les poblacions més properes.